# Julian Bahula
Julian Sebothane Bahula (* 13. März 1938 in Eersterust, Pretoria; † 1. Oktober 2023) war ein südafrikanischer Perkussionist und Jazz-Schlagzeuger, der Bands wie Jabula leitete.

## Leben und Wirken
Bahula, der von Art Blakey beeinflusst war, gehörte zunächst zur Vlakfontein City Council Band. Ab 1963 trat er mit dem Trio Malombo Jazz Men um Philip Tabane hervor, das eine Synthese aus Modern Jazz und afrikanischen Rhythmen versuchte und mit dem er 1964 beim Castle Lager Festival als beste Jazzband ausgezeichnet wurde. Im Folgejahr machte er sich mit dem Flötisten Abey Cindi als Malombo Jazz Makers selbständig; die Gruppe legte bis 1971 mehrere Schallplatten vor. Auch spielte er in den nächsten Jahren mit Early Mabuza. 1973 ging er aus politischen Gründen ins Exil nach London, wo er zunächst mit der südafrikanischen Band Hawk tourte und für den ANC tätig war. Dann gründete er seine Band Jabula, die ab 1975 regelmäßig Alben vorlegte und international tätig war. In den frühen 1980er Jahren gründete er Julian Bahula’s Jazz Afrika (mit den Saxophonisten Michael Nielson oder Dave Chambers, Trompeter Peter Segona, Mervyn Africa, Lucky Ranku, Roberto Bellatalla, Dill Katz oder Chucho Merchan am Bass und Alan Jackson am Schlagzeug) und legte das Album Son of the Soil (1982) vor. 1983 organisierte er das Nelson Mandela Birthday Concert, wo er mit Hugh Masekela, Dudu Pukwana und dem Orchestre Jazira auftrat (African Sounds for Mandela). 1988 folgte ein weiteres Geburtstagskonzert für Nelson Mandela im Wembley Stadium; auch veranstaltete er im 100 Club Konzerte mit südafrikanischer Musik. In den nächsten Jahren schrieb er Filmmusiken und arbeitete mit Audrey Motaung, Busi Mhlongo und Claude Deppa. Auf seinem Album Wind of Change (1994) versammelte er Chico Freeman, Peter Lemer, Geoff Castle und Micky Jacques. Er nahm auch mit Chris Joris, Dick Heckstall-Smith und Mike Oldfield (Ommadawn) auf.
Nach dem Ende des Apartheid-Regimes zog er nach Pretoria, erlitt aber einen schweren Unfall, von dem er sich nur sehr langsam erholte. Mit Jabula nahm er 2007 ein Live-Album in Triobesetzung auf. 2012 wurde er von Präsident Jacob Zuma für seine Verdienste mit dem Ikhamanga-Orden in Gold geehrt. Er verstarb am 1. Oktober 2023.